# Тарновский, Ян (воевода краковский)
Ян Тарновский (Ян из Тарнова) (ок. 1367 — 17 августа 1433) — польский государственный и военный деятель, родоначальник рода Тарновских, упоминается во времена Казимира Великого при взятии Львова. Участвовал в походах против тевтонских рыцарей-крестоносцев при короле Владиславе Ягелло.

## Биография
Представитель польского магнатского рода Тарновских герба «Лелива». Старший сын каштеляна и старосты краковского Яна из Тарнова (ок. 1349 — 1409).
Был владельцем Тарнува и Веловёси.
Декан краковский (1398—1408), воевода краковский (1409/1410 — 1433). В 1410 году Ян Тарновский вместе с младшим братом Спытко Ярославским участвовал в разгроме тевтонских рыцарей-крестоносцев в Грюнвальдской битве.
Был женат на Эльжбете из Штернберга, от брака с которой пять сыновей и одну дочь:
- Ян Амор Старший Тарновский (ум. 1444), погиб в битве при Варне
- Ян Гратус Тарновский (ум. 1444), погиб в битве при Варне
- Ян Феликс Тарновский (ум. 1484/1485), каштелян бечский (1460) и вислицкий (1465), воевода любельский (1480)
- Ян Амор Младший Тарновский (1420/1430 — 1500), каштелян сондецкий (1461) и войницкий (1463), воевода сандомирский (1479) и краковский (1479—1491), каштелян краковский (1491—1500)
- Ян Рафал Тарновский (ум. после 1480), каноник краковский (1445), ленчицкий (1448), пшемысльский (1476—1478)
- Катаржина Тарновская, муж — староста спишский Przecław z Dmosic

Сын его, Ян Амор (умер в 1500 году), бывший при Казимире Ягеллончике краковским воеводой, разбил Гела Богдана, господаря валахского, под Коломыей и подчинил его польской короне. Сын Яна Амора, Ян (1488—1561), отличился в войне с Валахией в 1509 году, а также в битвах под Висьновицем в 1512 году и под Оршей в 1514 году, где он командовал отрядом, состоявшим из молодых людей высшей местной знати. Путешествовал по Сирии, Палестине, Аравии, Египту, Западной и Южной Европе, с целью усовершенствования в военном деле; был возведен в графское достоинство императором Карлом V. В 1521 году командовал польским войском, высланным на помощь Людовику Ягеллону, королю венгерскому. Назначенный в 1526 году великим коронным гетманом, одержал блестящую победу битве под Обертыном (22 августа 1531 года) над Петрилой, господарем молдавским, и принудил его к верности королю. Свою верность королю Сигизмунду I и его сыну Т. доказал во время беспорядков под Львовом («Kokosza wojna», 1537), а также в столкновениях с магнатами по поводу брака Сигизмунда-Августа с Барбарой Радзивилл (сейм 1548 года). Позднее Т. разошелся с королём и с 1553 года стоял во главе оппозиции на нескольких сеймах, а затем совсем покинул государственную деятельность. В польской истории Т. занимает выдающееся место как полководец и государственный деятель — аристократ, видевший счастье своей родины в согласии короля с магнатами против шляхты. Он создал новую лагерную тактику и хорошо организовал войско, благодаря установлению сильной гетманской власти. Как администратор, он известен тем, что заселил обширные пространства, опустошенные татарами, и оградил их крепостями. Он не был поклонником реформации, но относился враждебно к суду епископов и к чересчур большому влиянию Рима. Он был предан науке и благоволил к ученым.
Его труды: «Consilium rationis bellicae» и «Ustawy prawa ziemskiego polskiego» издал Николай Малиновский, в сочинении: «Stanislawa Laskiego wojewody sierdzkiedo prace naukowe i dyplomatyczhe» (Вильно, 1864).